# Шушинський повіт
Шу́шинський пові́т — адміністративна одиниця у складі Каспійської області, Бакинської (Шемахинської), Єлизаветпольської губерній, а згодом Ганджинської губернії Азербайджанської Демократичної Республіки . Центр — місто Шуша.

## Адміністративний поділ
Шушинський повіт було розділено на шість ділянок: Мігринська, Кебірлінська, Зангезурська, Джеванширська, Челябицька й Варандинська. 
На підставі указу від 9 грудня 1867 року «Про перетворення управління Кавказького й Закавказького краю»  Зангезурська ділянка була виділена зі складу Шушинського повіту й перетворена на Зангезурський повіт. Повітом управляли повітовий начальник, його заступник, казначій, засідателі й міська поліція. У повіті було організовано суд.

## Історія
Територія Шушинського повіту входила до складу Карабаського ханства, приєднаного у 1813 році до Росії. У 1822 році тут було введено російське управління . На підставі царської реформи «Установа для управління Закавказьким краєм» від 10 квітня 1840 року у складі Каспійської області було утворено Шушинський повіт. Центром було місто Шуша.
З 1846 року повіт був у складі Шемахинської (перейменованої 1859 року на Бакинську), а з 1868 року — у складі Єлизаветпольської губернії. У 1873 році зі складу Шушинського повіту були виділені Джеванширська та Джебраїльська ділянки перетворені на Джеванширський та Джебраїльський повіти.  Такий адміністративний поділ зберігався до 1921 року.
У травні 1912 року у селищі Гіндарх Шушинського повіту відкрилось поштове відділення з прийманням внутрішніх телеграм для відсилання їх поштою до найближчого телеграфного відділення .

## Населення
За даними перепису 1897 року у повіті проживало 138,771 тис. чол. (з яких вірмени — 58,2%, азербайджанські татари — 41,5%) , а у повітовому місті Шуші проживало 25 881 чол., з яких вірмени — 14 420 чол. , азербайджанські татари  (азербайджанці) — 10 778 чол.
У господарстві повіту основне місце посідали землеробство, скотарство, шовківництво, виноградарство, садівництво, бджолярство. Широко було розвинено виробництво килимів.